# モーニング娘。55スペシャル!
『モーニング娘。55スペシャル!』（モーニングむすめ ゴーゴースペシャル）は、NHK BSプレミアムで2014年3月30日に放送されたモーニング娘。の特集番組である。一部映像を追加・変更した再放送版が同年4月にNHK総合テレビジョンで放送され、さらに映像を再構成して6月にNHK BSプレミアムで三たび放送された。

## 概要
モーニング娘。の楽曲を55thシングルから1stシングルまで遡る形で紹介する特集番組。NHKの音楽番組からのアーカイブ映像と、歴代メンバーのインタビューにより構成されている。
タイトルは書道によるもので、鞘師里保が書いたものである。
アーカイブ映像は主に『ポップジャム』や『MUSIC JAPAN』からのもの。このほか、番組のために新たに収録されたパフォーマンス映像も放送。
2014年4月29日、30日（28日深夜、29日深夜）には、本放送を第1夜と第2夜の2回に分け、新しいアーカイブ映像を追加した『モーニング娘。55スペシャル!第1夜、第2夜』がNHK総合テレビジョンで放送され、同年の6月17日、24日には、さらにアーカイブ映像を追加・変更して再構成した『モーニング娘。55スペシャル!第1夜・改、第2夜・改』がNHK BSプレミアムで放送された（以下、最初の放送を本放送版、再放送版をそれぞれ総合再放送版、BSP再放送版とする）。

## 出演者
モーニング娘。
楽曲が発売された当時のアーカイブ映像と、現役メンバーによって新たに収録されたパフォーマンス映像で出演。OGの一部メンバーと現役メンバーはインタビューでも出演。
松尾貴史
ナレーションを担当。
つんく♂
厳密には出演者ではないが、番組に手紙を寄せている。
福田明日香
つんく♂同様、番組に手紙を寄せている。手紙の文は小田さくらにより代読された。

## インタビュー出演者

### モーニング娘。OG
1期メンバー
中澤裕子、石黒彩、飯田圭織、安倍なつみ
2期メンバー
保田圭
4期メンバー
石川梨華、吉澤ひとみ  、辻希美
5期メンバー
高橋愛、小川麻琴、新垣里沙
6期メンバー
藤本美貴、田中れいな
7期メンバー
久住小春

### モーニング娘。'14
6期メンバー
道重さゆみ
9期メンバー
譜久村聖、生田衣梨奈、鞘師里保、鈴木香音
10期メンバー
飯窪春菜、石田亜佑美、工藤遥、佐藤優樹
11期メンバー
小田さくら

## 放送内容
最新曲から昔へ遡るように放送。特に表記がなければ楽曲が発売された当時のモーニング娘。によって披露された映像。
1. What is LOVE?（2014年）
2. わがまま 気のまま 愛のジョーク（2013年）
3. ブレインストーミング（2013年）
4. Help me!!（2013年）
5. ワクテカ Take a chance（2012年）
6. 小田さくら インタビュー
7. 飯窪春菜 石田亜佑美 佐藤優樹 工藤遥 インタビュー
8. One・Two・Three（2012年）
9. 恋愛ハンター（2012年）
10. ピョコピョコ ウルトラ（2012年）
11. この地球の平和を本気で願ってるんだよ!（2011年）
12. Only you（2011年）
13. 道重さゆみ インタビュー
14. 譜久村聖 生田衣梨奈 鞘師里保 鈴木香音 インタビュー
15. まじですかスカ!（2011年）
16. 女と男のララバイゲーム（2010年）
17. 青春コレクション（2010年）
18. 女が目立って なぜイケナイ（2010年）
19. 気まぐれプリンセス（2009年）
20. 田中れいな インタビュー
21. 新垣里沙 インタビュー
22. なんちゃって恋愛（2009年）
23. しょうがない 夢追い人（2009年）
24. 泣いちゃうかも（2009年）
25. ペッパー警部（2008年）
26. リゾナント ブルー（2008年）
27. 高橋愛 インタビュー
28. みかん（2007年）
29. 女に 幸あれ（2007年）
30. 悲しみトワイライト（2007年）
31. 笑顔YESヌード（2007年）
32. 歩いてる（2006年）
33. 久住小春 インタビュー
34. 道重さゆみ インタビュー
35. モーニング娘。'14 スペシャルライブ Other A-side Singles Medley（2014年）
  1. 笑顔の君は太陽さ（2014年） / モーニング娘。'14
  2. 君の代わりは居やしない（2014年） / モーニング娘。'14
  3. The 摩天楼ショー（2012年） / モーニング娘。'14
  4. 君さえ居れば何も要らない（2013年） / モーニング娘。'14
  5. 愛の軍団（2013年） / モーニング娘。'14
36. Ambitious! 野心的でいいじゃん（2006年）
37. SEXY BOY 〜そよ風に寄り添って〜（2006年）
38. 直感2 〜逃した魚は大きいぞ!〜（2005年）
39. 色っぽい じれったい（2005年）
40. 大阪 恋の歌（2005年）
41. 小川麻琴 インタビュー
42. 藤本美貴 インタビュー
43. THE マンパワー!!!（2005年）
44. 涙が止まらない放課後（2004年）
45. 女子かしまし物語（2004年）
46. 浪漫 〜MY DEAR BOY〜（2004年）
47. 愛あらばIT'S ALL RIGHT（2004年）
48. 吉澤ひとみ インタビュー
49. 辻希美 インタビュー
50. Go Girl 〜恋のヴィクトリー〜（2003年）
51. シャボン玉（2003年）
52. AS FOR ONE DAY（2003年）
53. モーニング娘。のひょっこりひょうたん島（2003年）
54. ここにいるぜぇ!（2002年）
55. 石川梨華 インタビュー
56. Do it! Now（2002年）
57. そうだ! We're ALIVE（2002年）
58. Mr.Moonlight 〜愛のビッグバンド〜（2001年）
59. ザ☆ピ〜ス!（2001年）
60. 恋愛レボリューション21（2000年）
61. 飯田圭織 インタビュー
62. 保田圭 インタビュー
63. I WISH（2000年）
64. ハッピーサマーウェディング（2000年）
65. 恋のダンスサイト（2000年）
66. LOVEマシーン（1999年）
67. ふるさと（1999年）
68. 石黒彩 インタビュー
69. 中澤裕子 インタビュー
70. 真夏の光線（1999年）
71. Memory 青春の光（1999年）
72. 抱いてHOLD ON ME!（1998年）
73. サマーナイトタウン（1998年）
74. モーニングコーヒー（1998年）
75. 安倍なつみ インタビュー
76. 福田明日香が番組に寄せた手紙（小田さくらによる代読）
77. Be Alive（2012年） / モーニング娘。'14
  - 番組のフィナーレを飾る楽曲で、アルバム『⑬カラフルキャラクター』に収録。モーニング娘'14として披露された。

## 再放送版

### 再放送版で追加された部分
「愛の種」（1997年）を披露
総合再放送版、BSP再放送版とも、『BSスペシャル スーパーライブ 中澤裕子ファイナル!モーニング娘。ベストライブ』からのアーカイブで、インディーズ時代に手売り5万枚限定で発売されたシングル「愛の種」の映像が追加。当時在籍していた1期メンバー3人で披露されている。
さらにBSP再放送版では以下の映像が追加されている。
道重さゆみの卒業発表
2014年4月29日の山口県周南市文化会館でのライブ映像より。
「Password is {\displaystyle \scriptstyle \emptyset }」（2014年）、「時空を超え 宇宙を超え」（2014年）のパフォーマンス映像
『MUSIC JAPAN』で放送された映像を用いている。
「Say Yeah!-もっとミラクルナイト-」（2001年）のパフォーマンス映像
『BSデジタル放送開局記念 デジタルドリームライブ2000』（2000年12月1日放送、BS2とBS-hi）での映像より。当時在籍していたメンバーが楽曲を披露した。

### 再放送版で変更された部分
以下の楽曲の映像が別番組のものに変更。特記がない限り総合再放送版、BSP再放送版での変更内容が同じものとする。
1. Help me!!（2013年）
  - 『新春女子会コンサート』（2013年1月2日放送）の映像に変更。
2. 歩いてる（2006年）
  - BSP再放送版は、「GAM&モーニング娘。」名義で出演した『第57回NHK紅白歌合戦』での映像に変更されている。なお、この年の12月10日に加入した光井愛佳は参加していない。
  - バックダンサーとして、カントリー娘。[注 3]、Berryz工房、℃-ute[注 4]が参加[注 5]。GAMとして出場した松浦亜弥の姿も映像で確認できる。
3. Go Girl 〜恋のヴィクトリー〜（2003年）
  - 『第54回NHK紅白歌合戦』の映像に変更。
4. ここにいるぜぇ！（2002年）
  - 『ポップジャム』の通常放送版での映像に変更（本放送版は「クリスマススペシャル」からの映像）
5. Mr.Moonlight 〜愛のビッグバンド〜（2001年）
  - 『ポップジャム クリスマススペシャル2001』の映像に変更。
6. ザ☆ピ〜ス！（2001年）
  - 『ポップジャム サマースペシャル』（2001年8月放送）の映像に変更。
7. I WISH（2000年）
  - 『ポップジャム クリスマススペシャル2000』の映像に変更。
8. LOVEマシーン（1999年）
  - 総合再放送版は、『第50回NHK紅白歌合戦』の映像に変更。オリジナルメンバーでの歌唱[注 6]。
  - BSP再放送版は、『第56回NHK紅白歌合戦』の映像に変更。こちらは、当時の現役メンバー10人[注 7]と卒業メンバー9人[注 8] によるスペシャル版。
9. 真夏の光線（1999年）
  - 『ポップジャム』の1999年8月放送分より（本放送版は同年6月の映像）。
10. 抱いてHOLD ON ME!（1998年）
  - 『第49回NHK紅白歌合戦』の映像に変更。